# Chrysodeixis hamifera
Chrysodeixis hamifera är en fjärilsart som beskrevs av Walker 1857. Chrysodeixis hamifera ingår i släktet Chrysodeixis och familjen nattflyn. Inga underarter finns listade i Catalogue of Life.